# Plage de Trez Goarem
La plage de Trez Goarem est une plage située sur la commune d'Esquibien dans le Finistère.

## La plage de Trez Goarem...
La plage constituée de sable fin et galets, présente une longueur approximative de 800 mètres. Enserrée dans les falaises Sud du Cap Sizun, jouxtant la pointe de Penn an Enez, la plage s'inscrit dans l'anse dit « du Cabestan », et plus largement dans la baie d'Audierne dans le Finistère.
Un bunker datant de la seconde guerre mondiale sert de poste de secourisme en été et l'anse est le théâtre des sports de glisse toute l'année. En amont de la plage, le cordon littoral dunaire s'étend sur un vaste champs dunaire d'intérêt écologique et touristique,.

## ...et les dunes de Trez Goarem
Propriétés du Conservatoire du littoral sur 75.4 hectares, les dunes de Trez Goarem s'inscrivent dans une zone naturelle d'intérêt écologique, faunistique et floristique de type I de 109 hectares. Ce massif dunaire végétalisé a été formé par les accrétions éoliennes de sable au cours du temps. Il est bordé par deux ruisseaux de part et d'autre et un troisième ruisseau s'écoule en son milieu jusqu'à la mer. Les ganivelles et chemins permettent de canaliser la fréquentation humaine et d'atténuer la dégradation des pelouses dunaires, où des espèces remarquables et protégées s'y trouvent,,,.
Le premier village d'Esquibien, "Gannaeg", situé sur ces dunes fut enseveli au VIIe siècle par les sables, forçant les habitants à s'enfoncer plus dans les terres et à fonder le bourg actuel.

## Accès
L'accès au site est permis par l'aménagement de trois parkings gratuits dans le massif dunaire, accessibles à la sortie du bourg d'Esquibien en passant par la rue du Cabestan.

## Galerie

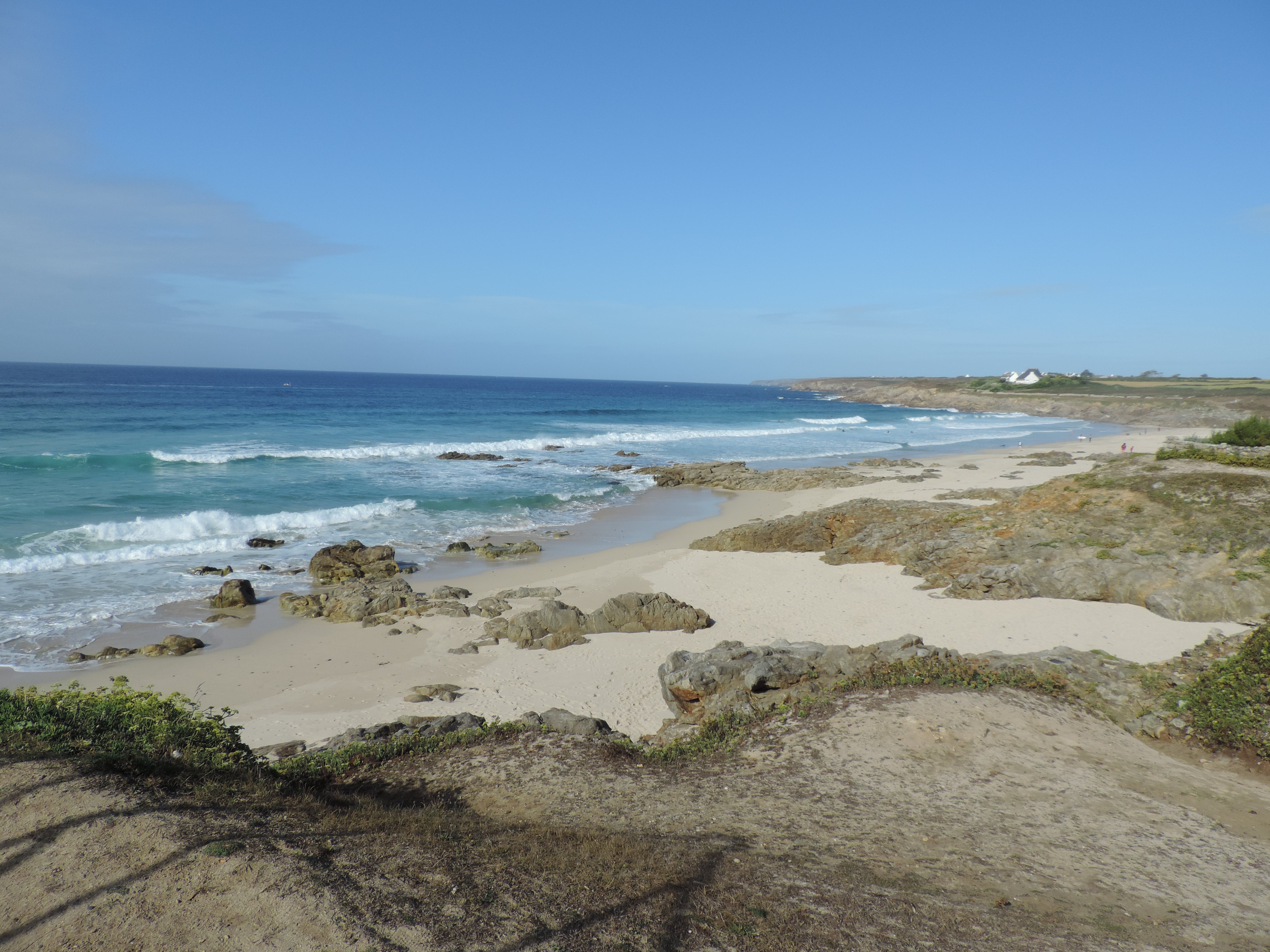
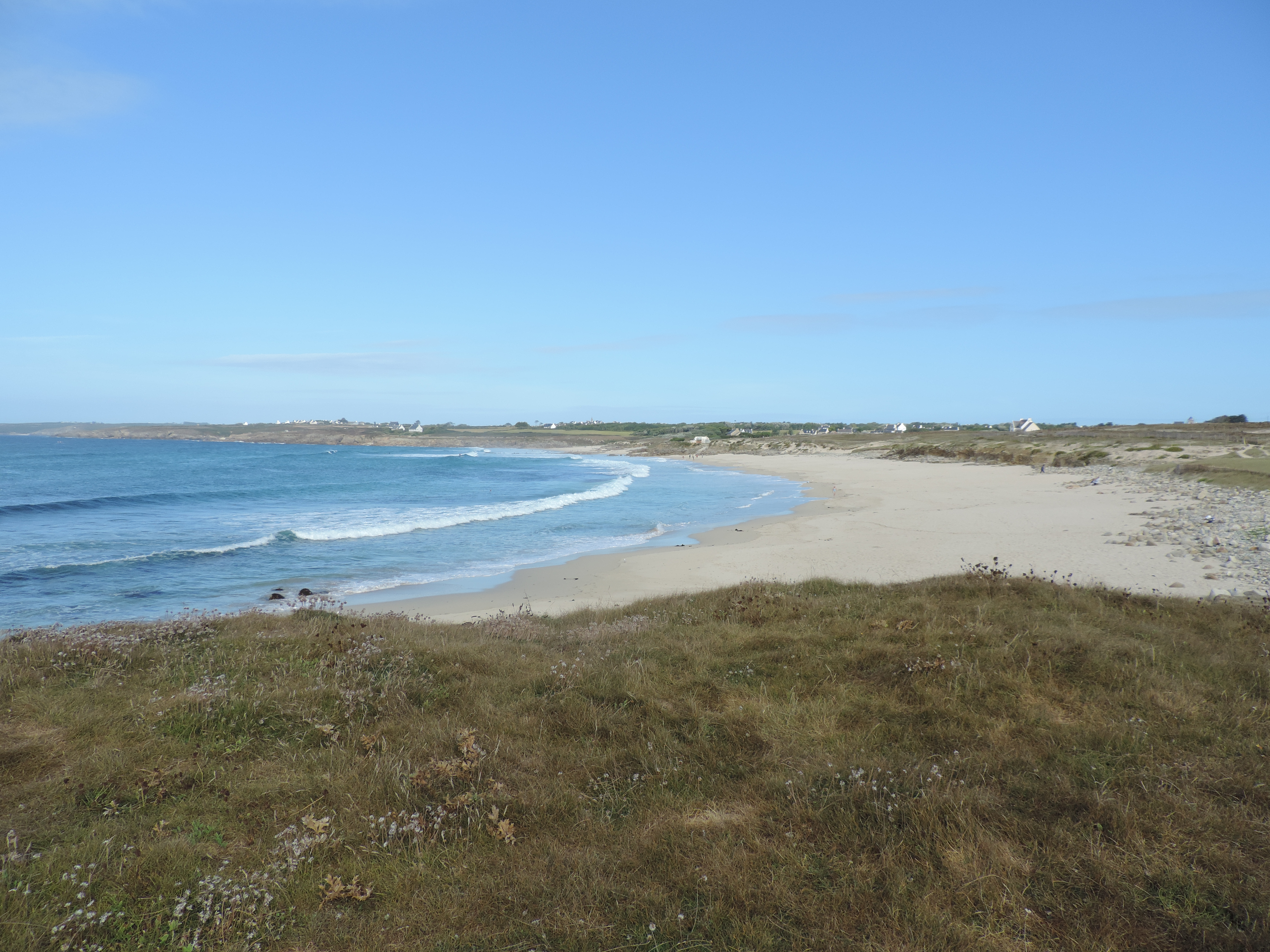
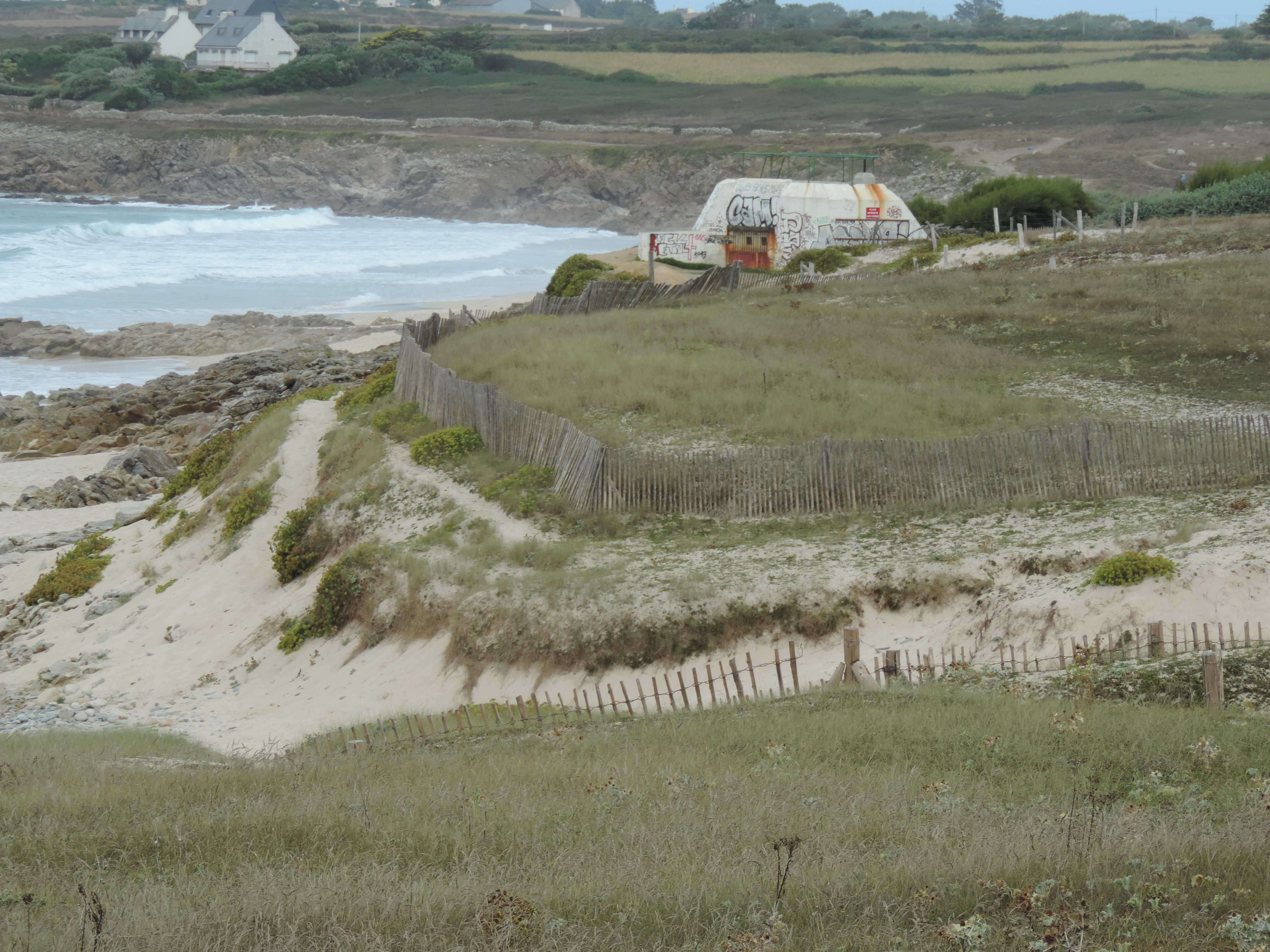
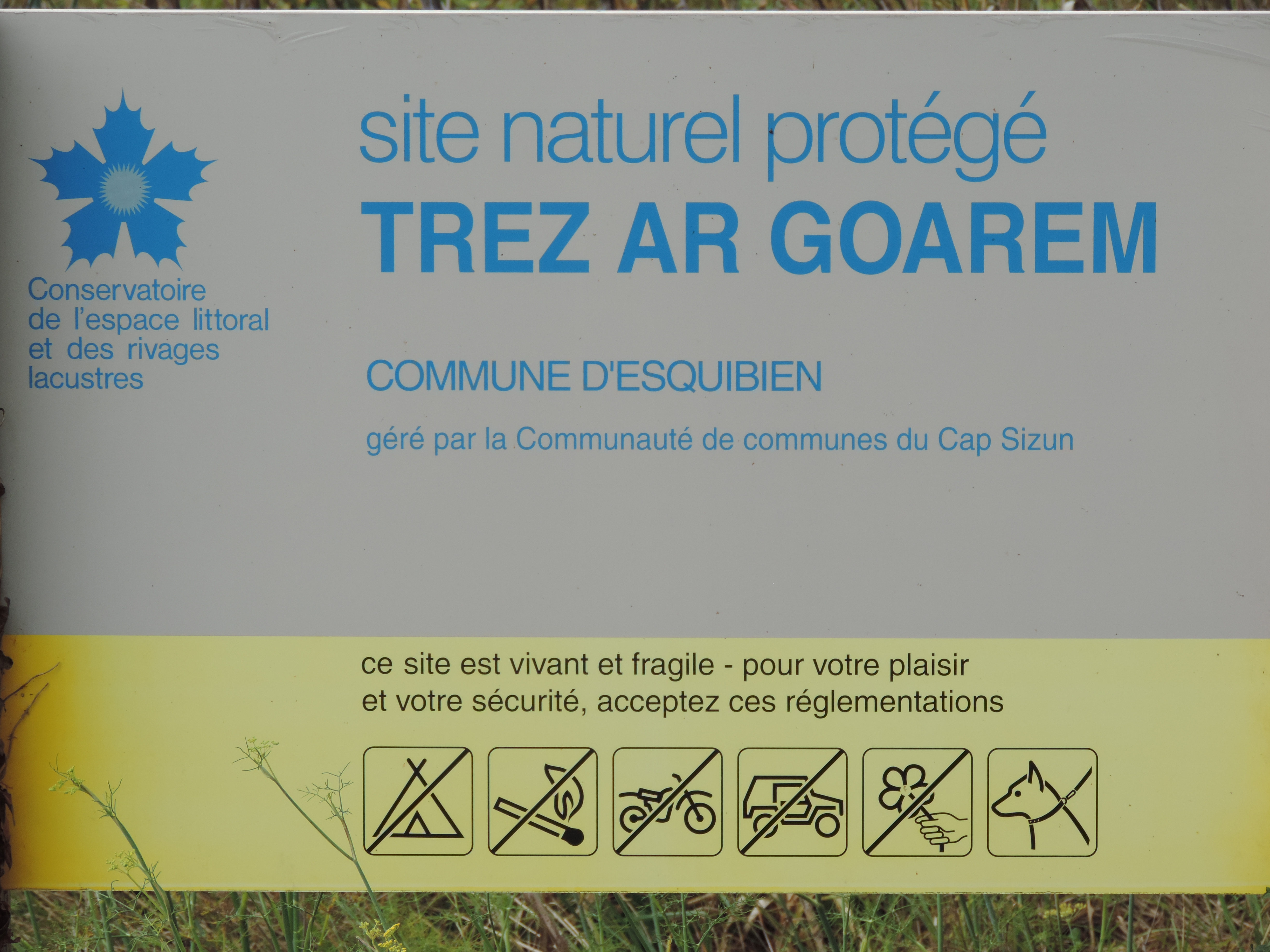